# Zanthoxylum bungeanum
Zanthoxylum bungeanum es una especie de arbusto perteneciente a la familia de las rutáceas. Es nativa del este de China y Taiwán. Es una de las varias especies de Zanthoxylum que produce la pimienta de Sichuan.

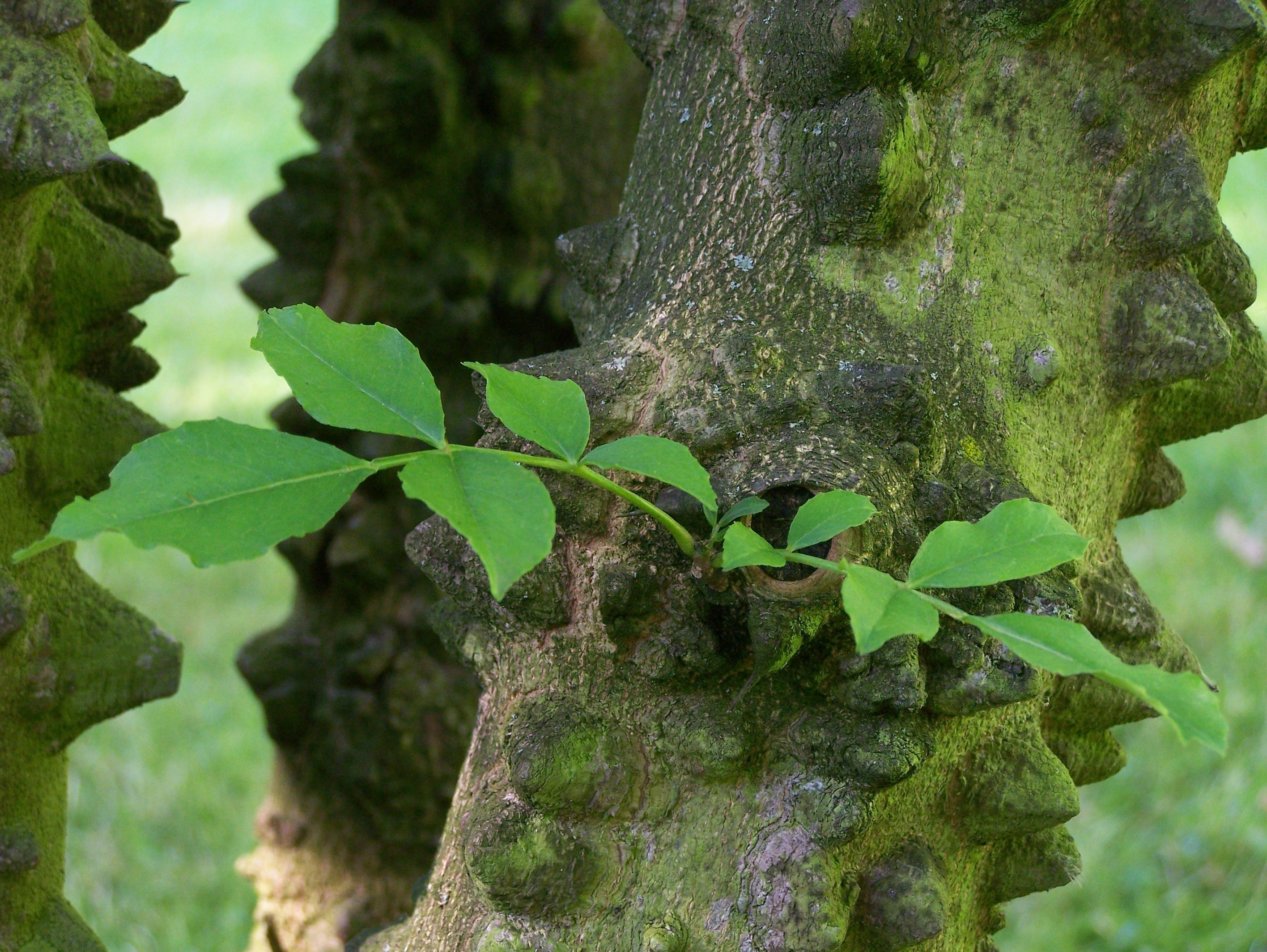
Detalle del tronco y las hojas

## Descripción
Son arbustos o pequeños árboles que alcanzan un tamaño de 7 m de altura. La hojas son de 7-12.5 cm de largo, pinnadas, con 7-11 folíolos, los folíolos de 3-5 cm de largo y 1.5-2 cm de ancho. Tiene numerosa espinas cortas (3-6 mm) en tallos y los pecíolos de las hojas. Las flores se producen en delgadas cimas, cada flor de diámetro de 4-5 mm. El fruto es una baya de 3-4 mm que tiene una cáscara áspera de color marrón rojizo que se divide para liberar las semillas de color negro del interior.

## Propiedades
- Contiene Mirceno[1]

## Taxonomía
Zanthoxylum bungeanum fue descrita por Carl Johann Maximowicz y publicado en Bulletin de l'Académie Impériale des Sciences de Saint-Pétersbourg, sér. 3 16(3): 212–214, en 1871.
Sinonimia
- Zanthoxylum acanthophyllum Hayata
- Zanthoxylum argyi H.Lév.
- Zanthoxylum bungei var. inermis Franch.
- Zanthoxylum podocarpum Hemsl.
- Zanthoxylum setosum Hemsl.
- Zanthoxylum simulans var. podocarpum (Hemsl.) C.C.Huang[3]